# Jezioro Indiańskie Południowe
Jezioro Indiańskie Południowe (ang. Southern Indian Lake, fr. Lac Sud des Indiens) – jezioro w środkowej Kanadzie, w północnej części prowincji Manitoba. Położone jest na wysokości 254 m n.p.m. Zajmuje powierzchnię około 3100 km².
Jest to jezioro pochodzenia lodowcowego. Wraz z położonym bardziej na wschód Jeziorem Indiańskim Północnym stanowi rozszerzenie rzeki Churchill. Linia brzegowa jest silnie rozwinięta. Na jeziorze znajduje się wiele wysp.
Jezioro pojawiło się po raz pierwszy na mapie Peter Fidlera w 1814. Jego nazwa odnosi się plemienia Indian Kri zamieszkujących ten obszar. W języku kri jego nazwa brzmi Missi Sakahigan, co oznacza "wielkie jezioro".
Na południowym brzegu jeziora powstała w XIX wieku kolonia handlowa Kompanii Zatoki Hudsona, obsługująca tzw. szlak futra. W 1975 osada ta została przeniesiona ze względu na podpiętrzenie wód jeziora przez zaporę wodną. Dzięki wybudowaniu tej zapory część wód rzeki Churchill kierowana jest do rzeki Nelson i wykorzystywana jest do celów energetycznych. Jej powstanie spowodowało załamanie się rybołówstwa, zwłaszcza połowów sielawy.